# جينارو توتينو
جينارو توتينو (بالإيطالية: Gennaro Tutino)‏ (20 أغسطس 1996 بنابولي في إيطاليا - ) هو لاعب كرة قدم إيطالي في مركز الهجوم. شارك مع منتخب إيطاليا تحت 16 سنة لكرة القدم ومنتخب إيطاليا تحت 17 سنة لكرة القدم ومنتخب إيطاليا تحت 18 سنة لكرة القدم. أما مع النوادي، فقد لعب مع نادي أفيلينو ونادي باري ونادي فيتشينزا ونادي نابولي ونادي غوبيو.

## وصلات خارجية
- جينارو توتينو على موقع قاعدة بيانات كرة القدم.إي يو (الإنجليزية)
- جينارو توتينو على موقع Soccerway.com (الإنجليزية)